# Старцев, Абель Исаакович
А́бель Исаа́кович Ста́рцев (Ста́рцев-Ку́нин; 15 [28] августа 1909, Мариямполе — 15 июля 2005, Москва) — советский и российский филолог, критик и литературовед, переводчик, учёный-американист. Специалист в области американской литературы и истории российско-американских общественно-культурных отношений.

## Биография
В 1931 году окончил литературно-лингвистический факультет 2-го МГУ. В 1932—1934 годах — научный сотрудник Института литературы и искусства Коммунистической Академии при ЦИК СССР. Член Союза писателей СССР с 1935 года.
С 1937 года по 1948 год являлся старшим научным сотрудником в Институте мировой литературы АН СССР. В это же время работал редактором в Гослитиздате. В 1946 году защитил диссертацию на соискание учёной степени доктора филологических наук (тема «Американская революция, Радищев и русское общество XVIII в.»).
На фоне антисемитской кампании в 1948 году уволен из института, а в следующем году арестован по обвинению в антисоветской пропаганде, осуждён (на основании заключения экспертизы его трудов, подписанного докторами наук Р. М. Самариным, М. Е. Елизаровой и С. Д. Артамоновым) на десять лет, с последующей высылкой в районы Крайнего Севера СССР. В тюрьмах и лагерях провёл 6 лет.
Вернулся из заключения в 1955 году, восстановлен в Союзе писателей.
С 1962 года жил с женой,  Еленой Михайловной Маляревской (1907—1986), в ЖСК «Советский писатель»: 2-я Аэропортовская улица, д. 16, корпус 3 (с 1969: Красноармейская улица, д. 23).
Переводил Э. По, Твена, С. Льюиса, Хемингуэя и др. Соредактор 12-томного собрания сочинений Марка Твена (1959—1961, с А. А. Елистратовой и М. О. Мендельсоном). Редактор 6-томного собрания сочинений Ф. Брет Гарта.
Награждён медалями.

## Произведения
- Встречи. — М., 2004[6].

### Переводы
- Таинственный незнакомец

### Критика
- Джон Дос Пассос. — М., 1934.
- Писатели всего мира — друзья СССР. — М. — Л., 1941.
- Америка и русское общество. — М., 1942.
- История американской литературы", т. 1 (1947) (в соавторстве).
- Университетские годы Радищева. — М., 1956.
- Радищев в годы «Путешествия». — М., 1960.
- Марк Твен и Америка. — М., 1963, 1985.
- Русские блокноты Джона Рида. — М., 1968, 1977.
- От Уитмена до Хэмингуэя. — М., 1972, 1981.
- Радищев: Годы испытаний. М.: Советский писатель, 1990.
- Русско-американские этюды — М., 1995)